# كلاوس ألوفس
كلاوس ألوفس (بالألمانية: Klaus Allofs).

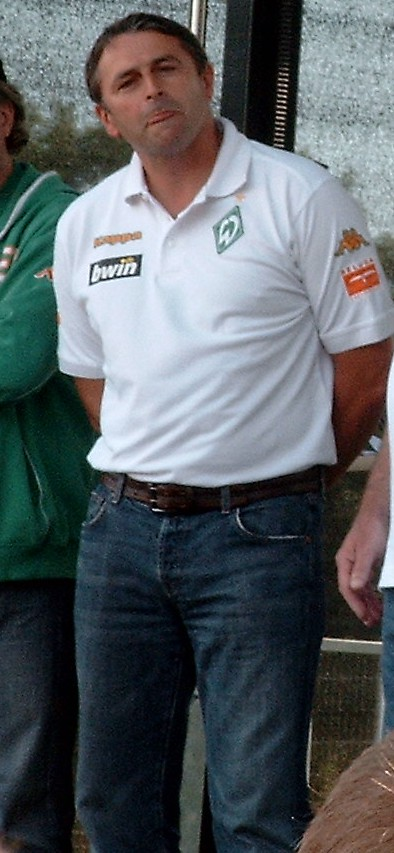
كلاوس ألوفس

لاعب كرة قدم ألماني سابق، ومدير كرة حالي، من مواليد 5 ديسمبر 1956

 في دوسلدورف في ألمانيا.
بدأ مسيرته الكروية مع نادي غريشيم، وبعدها انتقل إلى نادي فورتونا دوسلدورف، وفي سنة 1981 انتقل إلى نادي كولن، وبعدها انتقل إلى نادي مارسيليا، وبعدها انتقل إلى نادي بوردو، قبل أن ينهي مسيرته الكروية مع نادي فيردر بريمن في سنة 1993، وقد لعب في الدوري الألماني 424 مباراة وسجل 177 هدف، وهو في المركز السابع في ترتيب الهدافين في تاريخ الدوري الألماني، وأهداف ال71 مع فريق فورتونا دوسلدورف تعتبر رقم قياسي لنادي من دوسلدورف.
لعب ألوفس مع منتخب ألمانيا الغربية لكرة القدم 56 مباراة دولية وسجل 17 هدف، وقد كان هداف لكأس الأمم الأوروبية لكرة القدم 1980 برصيد ثلاثة أهداف سجلهم في مباراة واحدة.
و منذ 13 يوليو 1999 وهو يشغل منصب مدير الكرة في نادي فيردر بريمن الألماني.

## مسيرته الكروية
لعب كلاوس ألوفس خلال مسيرته الاحترافية مع 5 أندية في تسعة عشر موسمًا وسجل خلالها 211 هدف ضمن 515 مباراة. حيث فاز في خمسة مواسم بالكأس وفي موسمين بالدوري.
خاض كلاوس ألوفس مسيرته مع نادي فورتونا دوسلدورف في موسم 1975–76 ليلعب معه ستة مواسم، مشاركًا في 169 مباراة سجل خلالها 71 هدفًا. ثم انتقل إلى نادي كولن في موسم 1981–82 ليلعب معه ستة مواسم، حيث شارك في 177 مباراة سجل خلالها 88 هدفًا. لينتقل بعدها إلى نادي أولمبيك مارسيليا في موسم 1987–88 ولمدة موسمين، مشاركًا في 53 مباراة سجل خلالها 20 هدف. ثم انتقل إلى نادي جيروندان بوردو في موسم 1989–90 ولمدة موسمين، مشاركًا في 38 مباراة سجل خلالها 14 هدفًا. هذا وانتقل لاحقًا إلى نادي فيردر بريمن في موسم 1990–91 واستمر معه طيلة ثلاثة مواسم، مشاركًا في 78 مباراة سجل خلالها 18 هدفًا.

## روابط خارجية
- كلاوس ألوفس على موقع الاتحاد الدولي (مؤرشف)  (الإنجليزية)
- كلاوس ألوفس على موقع الاتحاد الأوربي (الإنجليزية)
- كلاوس ألوفس على موقع قاعدة بيانات كرة القدم.إي يو (الإنجليزية)
- كلاوس ألوفس على موقع بيانات كرة القدم. دي إي (الألمانية)
- كلاوس ألوفس على موقع ناشيونال فوتبول تيمز (الإنجليزية)
- كلاوس ألوفس على موقع عالم كرة القدم.نت (الإنجليزية)
- كلاوس ألوفس على موقع كووورة